# Ophioderma falcatum
Ophioderma falcatum là một loài dương xỉ trong họ Ophioglossaceae. Loài này được Deg. mô tả khoa học đầu tiên năm 1932.
Danh pháp khoa học của loài này chưa được làm sáng tỏ. 